# NGC 3012
NGC 3012 في الفهرس العام الجديد، هي مجرة، تقع في كوكبة الأسد الأصغر. اكتشفت في 30 أبريل 1862 بواسطة هاينريش لويس دريست.

## روابط خارجية
- NGC 3012 على موقع ويكي سكاي: DSS2, SDSS, GALEX, IRAS, Hydrogen α, X-Ray, Astrophoto, Sky Map, Articles and images